# مامي ياماغوتشي
مامي ياماغوتشي (بالإنجليزية: Mami Yamaguchi) (山口 麻美) (13 أغسطس 1986 في نيشي طوكيو في اليابان – )؛ هي لاعبة كرة قدم كانت تلعب كمهاجم. ولعبت مع منتخب اليابان لكرة القدم للسيدات، ولعبت سابقًا في نادي فلوريدا (NCAA)، حيث فازت بجائزة MAC Hermann Trophy في عام 2007.
تلعب ياماغوتشي حاليًا في نادي ديترويت سيتي 

## وصلات خارجية
- مامي ياماغوتشي على موقع الاتحاد الدولي (مؤرشف)  (الإنجليزية)
- مامي ياماغوتشي على موقع قاعدة بيانات كرة القدم.إي يو (الإنجليزية)
- مامي ياماغوتشي على موقع Soccerway.com (الإنجليزية)
- مامي ياماغوتشي على موقع عالم كرة القدم.نت (الإنجليزية)